# Anogeia
Anogeia (Grieks: Ανώγεια) is een gemeente (dimos) in de Griekse bestuurlijke regio (periferia) Kreta.